# Liebeslieder (Strauss)
Liebeslieder (Kärlekssånger), op. 114, är en vals av Johann Strauss den yngre. Den spelades första gången den 18 juni 1852 i Wien.

## Historia
Det tog ungefär tre år för Johann Strauss den yngre att etablera sig på Wiens musiketablissemang såsom en värdig efterföljare till fadern Johann Strauss den äldre, som hade dött i september 1849. Under karnevalen 1852 blev han för första gången tillfrågad att dirigera vid Hovbalerna och en artikel i Theaterzeitung fastslog att "det nu är vedertaget att pappa Strauss helt och fullt har ersatts av sonen Strauss".
Valsen Liebeslieder anses som en av de första av Strauss 'mästarvalser', uppvisande den unge valskungens personliga stil medelst ibland vågade vändningar i melodik, harmoni och rytm. Till en början annonserades valsen med titeln Liebesgedichte (Kärleksdikter) vid dess första framförande i Volksgarten den 18 juni 1852. Valsen fann även nåd hos den vanligen kärve musikkritikern Eduard Hanslick som skrev i Wiener Zeitung: "De vresiga, gammaldags personer vars trångsynthet går så långt att de kallar dagens dansmusik föraktlig, borde lyssna till 'Liebeslieder' av den unge Strauss". 

## Om valsen
Speltiden är ca 7 minuter och 10 sekunder plus minus några sekunder beroende på dirigentens musikaliska tolkning.

## Weblänkar
- Dynastin Strauss 1852 med kommentarer om Liebeslieder.
- Liebeslieder i Naxos-utgåvan.